# Burdinale
 (juillet 2014).
La Burdinale est un ruisseau de Belgique, affluent de la Mehaigne faisant partie du bassin versant de la Meuse.

## Géographie
Elle prend sa source dans une pâture à Waret-l'Évêque. Elle traverse ensuite Burdinne, village qui lui a donné son nom, et se jette dans la Mehaigne à Huccorgne, à l'est du Bois Taille Gueule.

## Bière
La Burdinale a aussi donné son nom à une bière brassée dans les caves de l'Athénée Royal Air Pur à partir de 1879 et dont la fabrication fut définitivement interrompue lors de la Première Guerre mondiale.